# Mandy Rose
Amanda Rose Saccomanno, meglio conosciuta con il ring name Mandy Rose (Westchester, 18 luglio 1990), è una wrestler e modella statunitense.
Tra il 2015 e il 2022 ha militato nella WWE, federazione nella quale ha vinto una volta l'NXT Women's Championship.

## Biografia
Amanda Saccomanno è nata e cresciuta in una famiglia italoamericana a Westchester (New York) insieme ai suoi tre fratelli maggiori.
Nel 2014 è stata incoronata campionessa del World Beauty Fitness & Fashion Bikini.

## Carriera

### WWE (2015-2022)

#### Gli esordi (2015-2017)
Nell'estate del 2015 Amanda Saccomanno è stata una delle partecipanti alla sesta stagione del reality-show della WWE, Tough Enough, iniziata il 23 giugno e terminata il 25 agosto; si è classificata al secondo posto alle spalle della vincitrice Sara Lee.
Dopo la fine di Tough Enough, Amanda Saccomanno ha adottato il ring name Mandy Rose ed ha firmato un contratto di cinque anni con la WWE. Il 30 gennaio 2016 ha esordito nel roster di NXT durante un 6-Women Tag Team match in un house show tenutosi a Venice (Florida), in squadra con Billie Kay e Peyton Royce, subendo una sconfitta contro il team composto da Aliyah, Liv Morgan e Sara Lee. Nella puntata di NXT del 17 agosto ha fatto il suo debutto televisivo in un altro 6-Women Tag Team match insieme ad Alexa Bliss e Daria Berenato, perdendo contro Carmella, Liv Morgan e Nikki Glencross, stabilendosi come heel. Ad NXT del 28 settembre ha combattuto il suo primo match singolo, venendo sconfitta da Ember Moon.

#### Absolution (2017-2018)
Il 20 novembre 2017, a Raw, Mandy Rose si unisce a Paige e Sonya Deville nell'aggressione ad Alexa Bliss, Bayley, Sasha Banks e Mickie James. una settimana dopo, il trio si autoproclama "The Absolution". debutta sul ring nel main roster a Tribute to the Troops del 19 dicembre, dove l'Absolution sconfigge Bayley, James e Banks. Il 28 gennaio 2018 alla Royal Rumble, Rose entra nel Royal Rumble match femminile con il numero 4, e risulta essere la prima donna eliminata dal match (per mano di Lita). In febbraio, Rose partecipa al primo Elimination Chamber match femminile, che viene vinto dalla Bliss. In aprile, Paige si ritira dal ring a causa di un infortunio al collo e diventa la general manager di SmackDown. Nella sua prima partecipazione alla manifestazione, a WrestleMania 34, Rose partecipa alla WrestleMania Women's Battle Royal, che viene vinta da Naomi.

#### Fire & Desire (2018-2020)
Sia Rose sia Deville passano a SmackDown per effetto del draft, e quindi Paige dichiara ufficialmente sciolta l'Absolution. Nonostante questo, Rose continua a lottare in coppia in vari tag team match insieme alla Deville. Segni di disaccordo tra le due si intravedono quando Rose elimina Deville in un battle royal al pay-per-view Evolution. Rose in seguito ha un feud con Naomi dopo che ha flirtato con il marito di quest'ultima, Jimmy Uso, per "rovinare la vita di Naomi". La rivalità continua quando Rose e Naomi si eliminano a vicenda nel Royal Rumble match femminile al ppv Royal Rumble del 27 gennaio 2019, dove Rose resiste sul ring 25:50.
Il 17 febbraio all'evento Elimination Chamber, Rose e Deville prendono parte al six-team Elimination Chamber match per l'assegnazione del WWE Women's Tag Team Championship, dove vengono eliminate da Bayley & Sasha Banks. Quindi Rose lotta nel Money in the Bank ladder match all'omonimo pay-per-view. Deville, a bordo ring durante il match, cerca di aiutare Rose a vincere il match, tuttavia, è Bayley ad aggiudicarsi la valigetta. Il 3 settembre a SmackDown, Rose & Deville, ora rinominatesi Fire & Desire, sconfiggono Alexa Bliss & Nikki Cross guadagnandosi l'opportunità di una title shot per il Women's Tag Team Championship a Clash of Champions. All'evento, le due non riescono a conquistare le cinture.
Nel dicembre 2019, Rose viene inserita in una storyline romantica con Otis, dove un innamoratissimo Otis la aiuta durante i suoi match. Successivamente la ragazza accetta di uscire con lui il giorno di San Valentino, ma Dolph Ziggler si presenta al posto di Otis all'appuntamento e inizia una relazione sentimentale con Rose, con grande sconforto di Otis. La storyline evolve in un triangolo amoroso che sfocia in un feud tra Otis e Ziggler per le grazie di Rose. Si scopre anche che la Deville è in combutta con Ziggler per tenere Otis lontano da Rose.

#### Relazione con Otis (2020-2021)
Il 5 aprile a WrestleMania 36, Rose interferisce durante il match tra Otis e Ziggler attaccando Sonya Deville, che era a bordo ring, e Ziggler, aiutando Otis ad ottenere la vittoria. Dopo il match, lei e Otis si baciano appassionatamente. Il 22 maggio a SmackDown, Rose e Otis perdono contro Deville e Ziggler in un tag team match. Il 31 luglio i capelli di Rose vengono tagliati dalla Deville durante un'aggressione nel backstage, fatto che costringe Rose a sfoggiare un nuovo look con una chioma accorciata la settimana seguente. Lo stesso mese, sconfigge Deville in un Loser Leaves WWE match a SummerSlam.
Il 12 settembre Rose è stata trasferita nel roster di Raw, separandosi di fatto da Otis. Nella puntata del 28 settembre ha fatto coppia con Dana Brooke, sconfiggendo Lana e Natalya. Il 31 gennaio, alla Royal Rumble, ha partecipato all'omonimo incontro femminile entrando col numero 22 ma è stata eliminata da Rhea Ripley. Nella puntata di Raw del 1º febbraio Brooke e Rose partecipano ad un triple threat tag team match che comprendeva anche Asuka, Charlotte Flair e Lana e Naomi per determinare le sfidanti al Women's Tag Team Championship di Nia Jax e Shayna Baszler, ma il match viene vinto da Lana e Naomi.

#### Ritorno adNXT(2021-2022)
Tornò a NXT durante la puntata del 13 luglio seguendo il match fra Gigi Dolin e Sarray. Successivamente, formò una stable con la stessa Dolin e Jacy Jayne, le Toxic Attraction. Nella puntata di NXT del 31 agosto, tornò a combattere dopo quasi quattro anni nel roster giallo un match contro Sarray, terminato con la vittoria di quest'ultima via count-out in seguito di un presunto infortunio subìto da Rose procuratole dalla sua avversaria.
Nella puntata speciale NXT Halloween Havoc del 26 ottobre sconfisse Raquel Gonzalez in un trick or street fight match, grazie anche dell'attacco di Dakota Kai (mascherata) vincendo così l'NXT Women's Championship. Il 5 dicembre, a NXT WarGames, le Toxic Attraction e Dakota Kai vennero sconfitte da Cora Jade, Io Shirai, Kay Lee Ray e Raquel Gonzalez in un wargames match. Nella puntata speciale NXT New Year's Evil del 4 gennaio mantenne il titolo femminile di NXT contro Cora Jade e Raquel Gonzalez. Nella puntata di NXT 2.0 dell'8 febbraio conservò la cintura femminile contro Kay Lee Ray grazie all'aiuto di Gigi Dolin e Jacy Jayne. Il 2 aprile, a NXT Stand & Deliver, mantenne il titolo in un Fatal 4-Way match contro Cora Jade, Io Shirai e Kay Lee Ray. Nella puntata di NXT 2.0 del 12 aprile mantenne la cintura contro Dakota Kai. Il 4 giugno, a NXT In Your House, conservò il titolo contro Wendy Choo. Il 12 luglio, a NXT 2.0, prevalse su Roxanne Perez difendendo il titolo femminile. Nella puntata speciale NXT Heatwave del 16 agosto mantenne la cintura contro Zoey Stark. Il 4 settembre, a NXT Worlds Collide, sconfisse Meiko Satomura, detentrice dell'NXT UK Women's Championship, in un Triple Threat match che comprendeva anche Blair Davenport, unificando il titolo appena vinto con l'NXT Women's Championship. Il 22 ottobre, ad NXT Halloween Havoc, conservò la cintura femminile di NXT contro Alba Fyre grazie anche all'aiuto di Gigi Dolin e Jacy Jayne. Nella puntata di NXT del 15 novembre difese nuovamente il titolo contro la Fyre in un Last Woman Standing match grazie all'intervento di Isla Dawn. Nella puntata di NXT del 13 dicembre venne sconfitta da Roxanne Perez perdendo l'NXT Women's Championship dopo un lungo regno durato 413 giorni.
Il giorno successivo venne licenziata dalla WWE a causa dei contenuti espliciti pubblicati sul suo sito, ritenuti una violazione del suo contratto.

## Personaggio

### Mosse finali
- Bed of Roses (Double underhook lifting sitout facebuster)
- Kiss the Rose (Bicycle knee strike)

### Soprannomi
- "Beast Behind The Beauty"
- "Powerhouse Blonde Bombshell"
- "God's Greatest Creation"
- "Goddess of Roses"
- "Golden Goddess"

### Musiche d'ingresso
- A Little Bit of Bad di Marc Ferrari (2015-2017)
- Stars in the Night dei CFO$ (2017-2018; usata con l'Absolution)
- Golden Goddess dei CFO$ (2018-2020)
- I've Arrived dei def rebel (2020-2021)
- Toxic dei def rebel (2021-2022; usata con le Toxic Attraction)

## Titoli e riconoscimenti
- Pro Wrestling Illustrated
  - 21ª tra le 100 migliori wrestler femminili nella PWI Women's 100 (2022)

- WWE
  - NXT Women's Championship (1)